# Seznam dílů seriálu Zpupný krákal
Toto je seznam dílů seriálu Zpupný krákal. Britský televizní sitcom Zpupný krákal měl premiéru ve Spojeném království 9. května 2016 na stanici BBC Two. V Česku měl seriál premiéru 5. ledna 2018 na stanici ČT art.

## Přehled řad
| Řada | Díly   | Premiéra ve VB    | Premiéra ve VB                             | Premiéra v ČR   | Premiéra v ČR   |
| Řada | Díly   | První díl         | Poslední díl                               | První díl       | Poslední díl    |
| ---- | ------ | ----------------- | ------------------------------------------ | --------------- | --------------- |
| 1    | 6      | 9. května 2016    | 13. června 2016                            | 5. ledna 2018   | 9. února 2018   |
| 2    | 6 (+1) | 11. září 2017     | 16. října 2017 25. prosince 2017 (speciál) | nebylo vysíláno | nebylo vysíláno |
| 3    | 6 (+1) | 29. srpna 2018    | 3. října 2018 25. prosince 2018 (speciál)  | nebylo vysíláno | nebylo vysíláno |
| 0    | 1      | 21. prosince 2020 | 21. prosince 2020                          | nebylo vysíláno | nebylo vysíláno |

## Seznam dílů

### První řada (2016)
| Č. v seriálu | Č. v řadě | Původní název                 | Český název                | Režie       | Scénář    | Premiéra ve VB  | Premiéra v ČR  |
| ------------ | --------- | ----------------------------- | -------------------------- | ----------- | --------- | --------------- | -------------- |
| 1            | 1         | Star-Crossed Lovers           | Láska, jíž není přáno      | Matt Lipsey | Ben Elton | 9. května 2016  | 5. ledna 2018  |
| 2            | 2         | The Play's the Thing          | Dám sehrát hru             | Matt Lipsey | Ben Elton | 16. května 2016 | 12. ledna 2018 |
| 3            | 3         | The Apparel Proclaims the Man | Podle šatů poznáš člověka  | Matt Lipsey | Ben Elton | 23. května 2016 | 19. ledna 2018 |
| 4            | 4         | Love Is Not Love              | Láska není láska           | Matt Lipsey | Ben Elton | 30. května 2016 | 26. ledna 2018 |
| 5            | 5         | What Bloody Man Is That?      | Co je to kurňa za člověka? | Matt Lipsey | Ben Elton | 6. června 2016  | 2. února 2018  |
| 6            | 6         | The Quality of Mercy          | Milosrdenství              | Matt Lipsey | Ben Elton | 13. června 2016 | 9. února 2018  |

### Druhá řada (2017)
| Č. v seriálu | Č. v řadě | Původní název                | Režie         | Scénář    | Premiéra ve VB |
| ------------ | --------- | ---------------------------- | ------------- | --------- | -------------- |
| 7            | 1         | The Green-Eyed Monster       | Richard Boden | Ben Elton | 11. září 2017  |
| 8            | 2         | I Know Thee Not, Old Man     | Richard Boden | Ben Elton | 18. září 2017  |
| 9            | 3         | I Did Adore a Twinkling Star | Richard Boden | Ben Elton | 25. září 2017  |
| 10           | 4         | Food of Love                 | Richard Boden | Ben Elton | 2. října 2017  |
| 11           | 5         | Beware My Sting!             | Richard Boden | Ben Elton | 9. října 2017  |
| 12           | 6         | Sweet Sorrow                 | Richard Boden | Ben Elton | 16. října 2017 |

#### Vánoční speciál
| Č. v seriálu | Původní název    | Režie         | Scénář    | Premiéra ve VB    |
| ------------ | ---------------- | ------------- | --------- | ----------------- |
| 13           | A Christmas Crow | Richard Boden | Ben Elton | 25. prosince 2017 |

### Třetí řada (2018)
| Č. v seriálu | Č. v řadě | Původní název                        | Režie         | Scénář    | Premiéra ve VB |
| ------------ | --------- | ------------------------------------ | ------------- | --------- | -------------- |
| 14           | 1         | Lord, What Fools These Mortals Be!   | Richard Boden | Ben Elton | 29. srpna 2018 |
| 15           | 2         | Wild Laughter in the Throat of Death | Richard Boden | Ben Elton | 5. září 2018   |
| 16           | 3         | If You Prick Us, Do We Not Bleed?    | Richard Boden | Ben Elton | 12. září 2018  |
| 17           | 4         | Sigh No More                         | Richard Boden | Ben Elton | 19. září 2018  |
| 18           | 5         | The Most Unkindest Cut of All        | Richard Boden | Ben Elton | 26. září 2018  |
| 19           | 6         | Go On and I Will Follow              | Richard Boden | Ben Elton | 3. října 2018  |

#### Vánoční speciál
| Č. v seriálu | Původní název          | Režie         | Scénář    | Premiéra ve VB    |
| ------------ | ---------------------- | ------------- | --------- | ----------------- |
| 20           | A Crow Christmas Carol | Richard Boden | Ben Elton | 25. prosince 2018 |

### Vánoční speciál (2020)
| Č. v seriálu | Původní název                                                 | Režie         | Scénář    | Premiéra ve VB    |
| ------------ | ------------------------------------------------------------- | ------------- | --------- | ----------------- |
| 21           | Tomorrow and Tomorrow and Tomorrow: A Lockdown Christmas 1603 | Richard Boden | Ben Elton | 21. prosince 2020 |